# سوزانا إينوك
سوزانا إينوك (بالإنجليزية: Suzanne Enoch)‏ (16 يناير 1964، كاليفورنيا في الولايات المتحدة)؛ روائية أمريكية. درست في جامعة كاليفورنيا.